# دانشگاه کارلوس سوم مادرید
دانشگاه کارلوس سوم مادرید (اسپانیایی: Universidad Carlos III de Madrid‎) (UC3M) یکی از معتبرترین دانشگاه‌های اسپانیا در بخش خودمختار مادرید است.
این دانشگاه توسط گرکوریو پثس-باربا در ۵ مه ۱۹۸۹ در چارچوب قانون اصلاحات دانشگاهی ۱۹۸۳ پایه‌گذاری شده‌است.

## پردیس

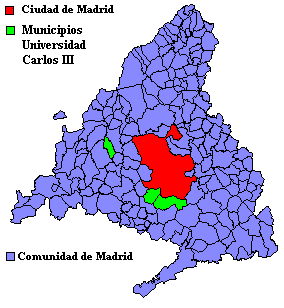
شهرداری‌هایی که دانشگاه در آن‌ها پردیس دارد.

دانشگاه دارای چهار محوطه دانشگاهی است که در مراکز زیر فعالیت می‌کنند:

### پردیس ختافه

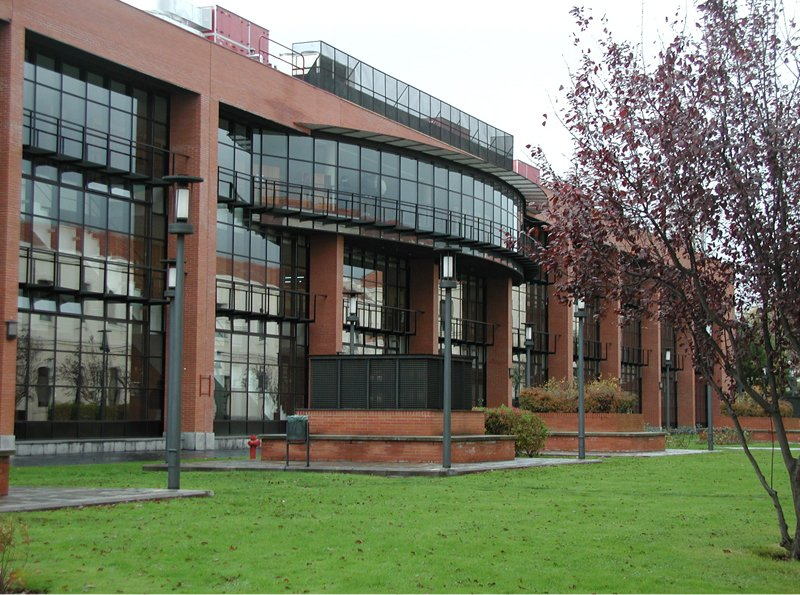
دانشکده علوم اجتماعی و حقوق پردیس ختافه دانشگاه کارلوس سوم.

در حومه شهر ختافه مادرید، در جنوب مادرید واقع شده‌است؛ که شامل دانشکده علوم اجتماعی و حقوقی، دانشکده علوم انسانی، ارتباطات و اسناد است. همچنین دارای کتابخانه‌ها، اتاق‌های کامپیوتر، اتاق‌های چندرسانه‌ای، سالن‌های صمعی بصری، سالن حقوق، اتاق‌های زبان، مرکز ورزشی با استخر سرپوشیده، آبگرم و خوابگاه دانشجویی است.

### پردیس لگانس

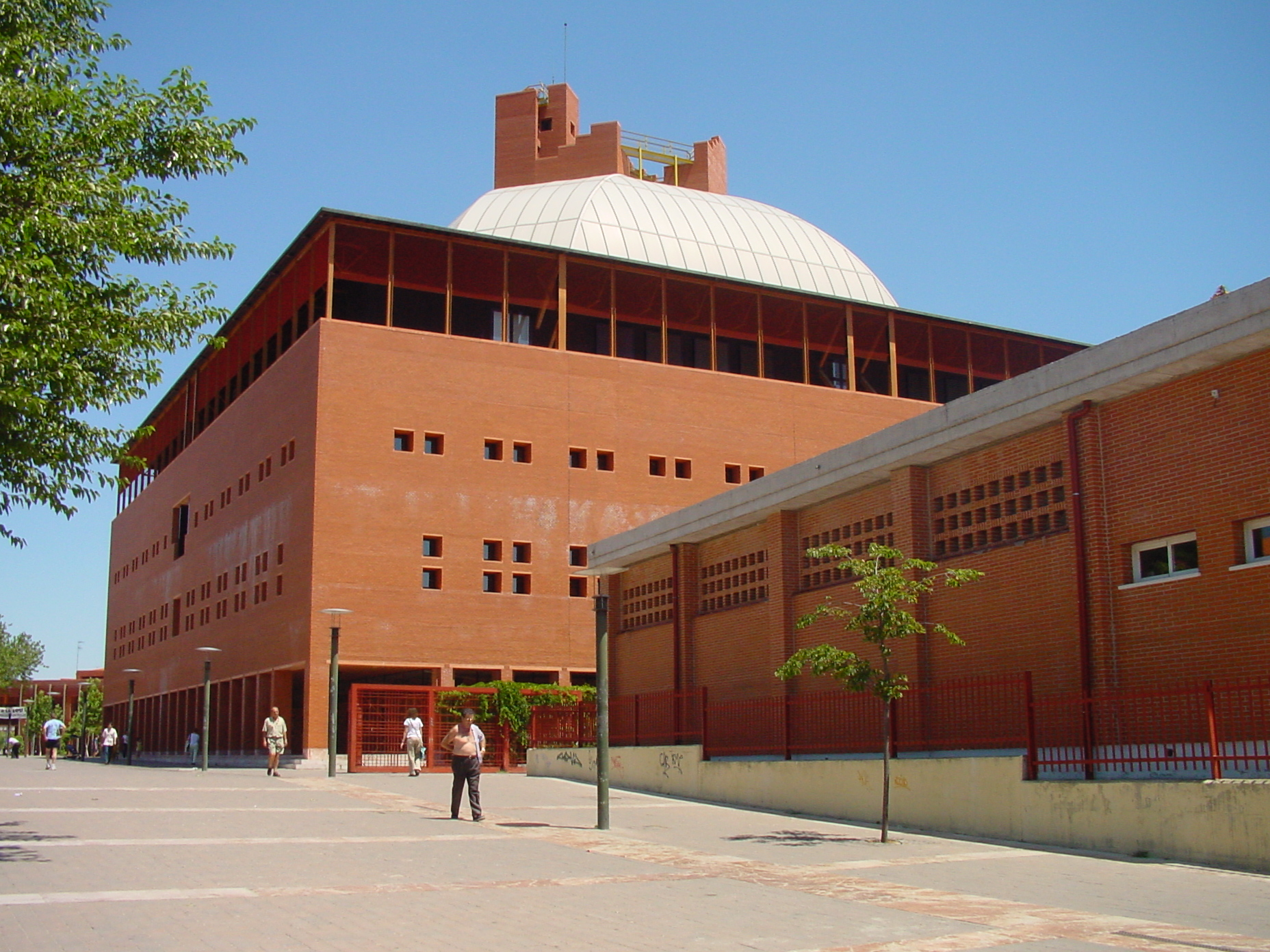
کتابخانه شاه پاستور، در پردیس لگانس در دانشگاه کارلوس سوم.

در حومه شهر لگانس مادرید، در جنوب مادرید واقع شده‌است؛ که شامل دانشکدهٔ عالیه پلی‌تکنیک، آزمایشگاه‌هایی برای کلاس‌های تجربی (مهندسی زیستی، کامپیوتر، هوافضا، مکانیک، رباتیک و غیره)، کتابخانه‌ها، اتاق‌های کامپیوتر، اتاق‌های چندرسانه‌ای، سالن‌های صمعی بصری، سالن حقوق، اتاق‌های زبان، مرکز ورزشی با استخر سرپوشیده، آبگرم و خوابگاه دانشجویی است و سالن اجتماعات با ظرفیت ۱۰۰۰ نفر است.

### پردیس کلمنارخو

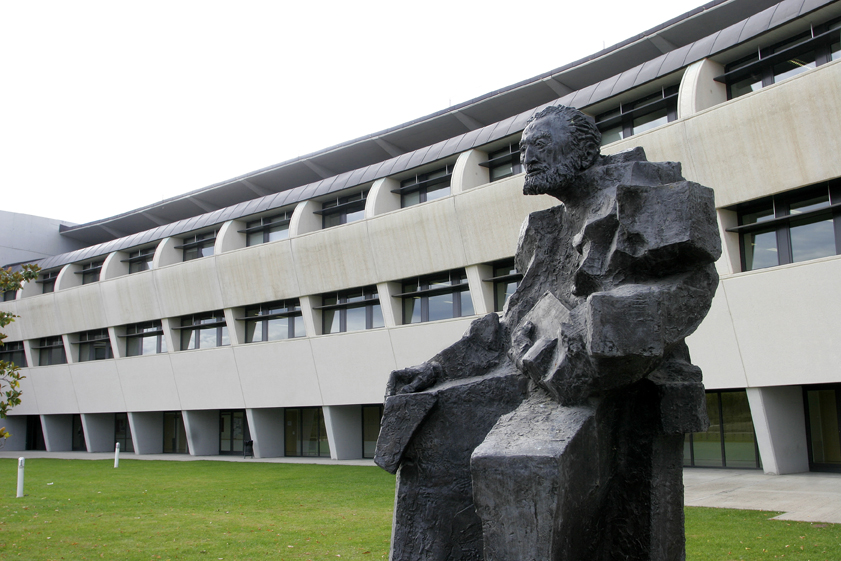
عکس بیرون پردیس کلمناخرو.

در حومه شهر کلمناخرو مادرید، در شمال مادرید واقع شده‌است؛ در این پردیس درجاتی از دانشگاه‌های مختلف تدریس می‌شود. امکانات آن شامل یک کتابخانه، اتاق‌های کامپیوتر، اتاقای زبان و اتاق‌های چندرسانه‌ای است.